# إي. ليلاند تايلور
إي. ليلاند تايلور (بالإنجليزية: E. Leland Taylor)‏ هو سياسي أمريكي، ولد في 10 أبريل 1885، وتوفي في 16 فبراير 1948.